# Николаев, Алексей Михайлович
Алексе́й Миха́йлович Никола́ев (28 сентября [11 октября] 1910; деревня Гусево, Волоколамский уезд, Московская губерния — 7 ноября 1991; город Москва) — советский лётчик штурмовой авиации Военно-морского флота во время советско-японской войны и военачальник, Герой Советского Союза (14.09.1945). Генерал-майор авиации (31.05.1954), военный лётчик 2-го класса (1952).

## Биография
Родился (28 сентября (11 октября) 1910 года в деревне Гусево Яропольской волости Волоколамского уезда Московской губернии. В 1927 году окончил 7 классов школы в селе Ярополец (Волоколамский район). В сентябре-ноябре 1928 — чернорабочий на авиазаводе № 1 в Москве, в 1928—1929 — чернорабочий на Рублёвской насосной станции (в Московской области).
В Красной Армии с июня 1929 года. В 1930 году окончил Московскую военную школу спецслужб ВВС. До декабря 1931 года служил метеорологом 24-го отдельного авиаотряда в г. Киров. В 1932 году окончил Военно-теоретическую школу ВВС РККА в Ленинграде, в 1933 году — 14-ю Энгельсскую военную авиационную школу лётчиков. С декабря 1933 года служил в морской авиации помощником командира авиаэскадрильи 32-го авиационного полка ВВС Черноморского флота (г. Евпатория). Член ВКП(б) с 1938 года. С ноября 1938 года служил на Тихоокеанском флоте: помощник командира эскадрильи 14-го авиаполка, с декабря 1940 — командир эскадрильи 39-го авиаполка, с марта 1942 года — командир эскадрильи 40-го авиаполка, с июня 1942 — вновь командир эскадрильи 39-го авиаполка. С января 1943 года — командир 26-го штурмового авиаполка (12-я штурмовая авиационная дивизия ВВС ВМФ, ВВС Тихоокеанского флота).
Участник советско-японской войны в августе 1945 года в той же должности командира 26-го штурмового авиационного полка ВМФ ВВС Тихоокеанского флота. Участвовал в освобождении Северной Кореи, в том числе в Сейсинской десантной операции. Лётчиками полка под его командованием совершено свыше 120 боевых вылетов, в результате которых потоплено 7 транспортов и сторожевой корабль противника, уничтожено 3 склада с боеприпасами и 11 железнодорожных эшелонов. Командир полка А. М. Николаев совершил несколько боевых вылетов на штурмовике Ил-10 по морским и наземным целям и методом топмачтового бомбометания потопил 3 транспорта противника в составе групп.
Указом Президиума Верховного Совета СССР от 14 сентября 1945 года «за образцовое выполнение заданий командования на фронте борьбы с японскими милитаристами и проявленные при этом отвагу и геройство» майору Николаеву Алексею Михайловичу присвоено звание Героя Советского Союза с вручением ордена Ленина и медали «Золотая Звезда».
После войны до декабря 1945 года продолжил командовать штурмовым авиаполком (ВВС Тихоокеанского флота). С января 1946 года — заместитель начальника отдела боевой подготовки по штурмовой авиации в Штабе авиации ВМФ, с мая 1947 по октябрь 1948 годов — инспектор штурмовой авиации Главной инспекции ВВС Вооружённых сил СССР.
В 1950 году окончил курсы усовершенствования при Военно-воздушной академии (Монино). В 1949—1950 — вновь инспектор штурмовой авиации Главной инспекции ВС СССР. С апреля 1950 — начальник отдела Управления боевой подготовки штаба авиации ВМФ, с мая 1951 по декабрь 1953 — командир 601-й штурмовой авиадивизии (ВВС 4-го ВМФ на Балтийском море). В 1955 году окончил Высшую военную академию имени К. Е. Ворошилова. С ноября 1955 года — начальник боевой подготовки истребительной авиации ВМФ. С ноября 1956 года генерал-майор авиации А. М. Николаев — в запасе по болезни.
В 1968—1969 годах работал старшим инженером в Центральном конструкторском бюро промысловых судов «Речпромсуд», в 1969—1979 — старшим инженером в Центральном конструкторском бюро «Нептун».
Жил в Москве. Умер 7 ноября 1991 года. Похоронен на Митинском кладбище в Москве.

## Воинские звания
- старший лейтенант (29.07.1937)
- старший лейтенант (6.11.1939)
- капитан (14.12.1940)
- майор (18.01.1943)
- подполковник (2.11.1946)
- полковник (20.12.1950)
- генерал-майор авиации (31.05.1954)

## Награды
- Герой Советского Союза (14.09.1945);
- два ордена Ленина (14.09.1945; 5.11.1954);
- два ордена Красного Знамени (13.08.1945; 15.11.1950);
- орден Отечественной войны 1-й степени (11.03.1985);
- два ордена Красной Звезды (31.05.1943; 3.11.1944);
- медали, в том числе:
  - медаль «За освобождение Кореи» (КНДР).